# Aéroport d'Och
L'aéroport d'Och est un aéroport desservant la ville d'Och au Kirghizistan, au nord de la vallée de Ferghana. Il est situé à 9 kilomètres au nord de la ville d'Och. Il est entré en service en 1974. Le secteur international a été inauguré en 1992.

## Situation
| Bichkek Och Jalal-Abad Ysyk-Köl Kazarman Kerben Batken Isfana Narine Karakol |

## Compagnies et destinations

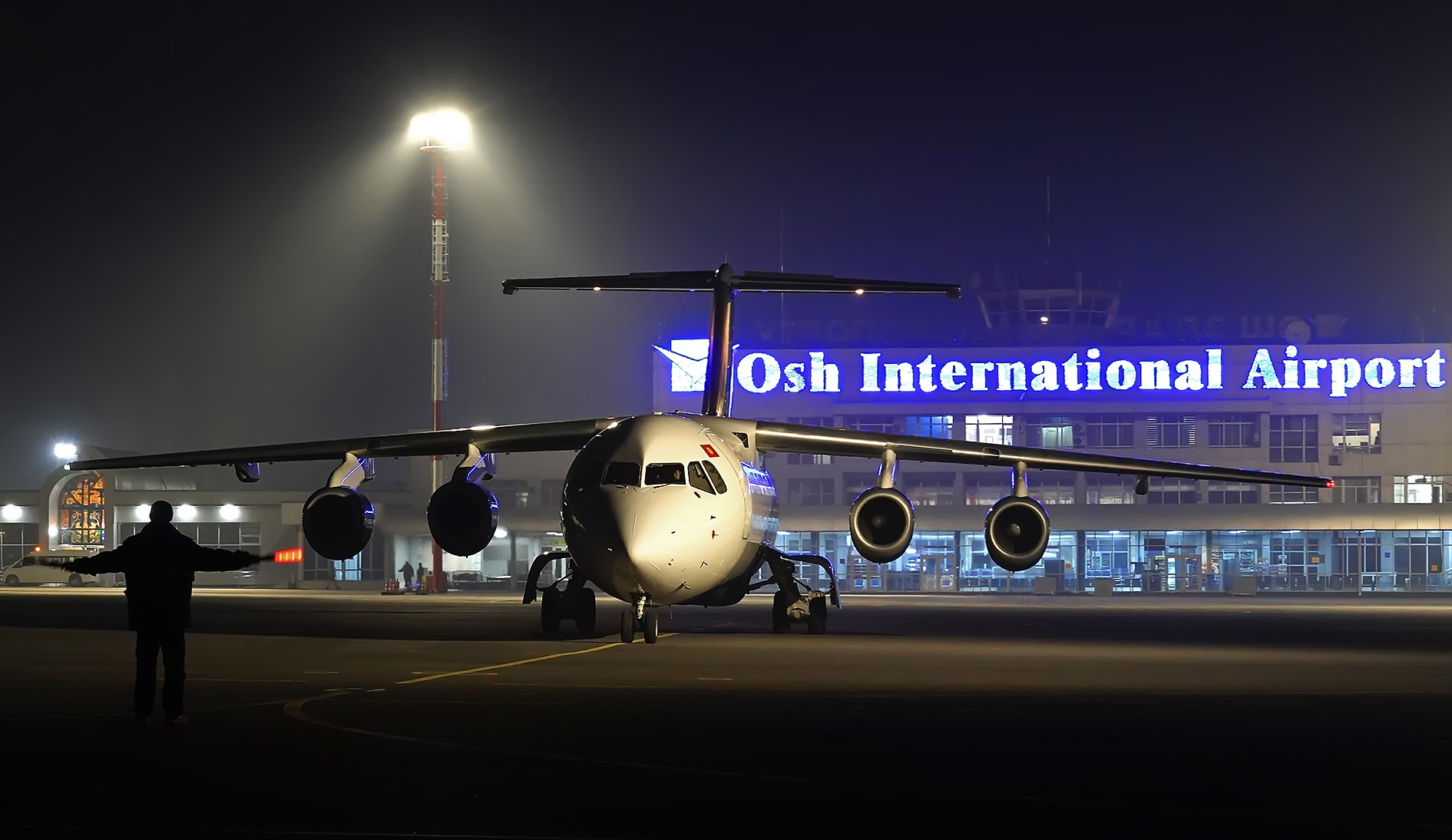
Tarmak de l'aéroport d'Osh de nuit avec un TezJet Avro RJ85

| Compagnies                            | Destinations |
| ------------------------------------- | --- |
| Air Kyrgyzstan                        | Abakan, Bichkek Manas, Krasnoïarsk-Iémélianovo, Sourgout |
| Air Manas                             | Bichkek Manas, Douchanbé, Krasnoïarsk-Iémélianovo |
| Avia Traffic Company                  | Bichkek Manas, Irkoutsk, Krasnoïarsk-Iémélianovo, Moscou-Domodédovo, Moscou-Joukovski, Novossibirsk-Tolmatchevo, Saint-Pétersbourg-Poulkovo, Sourgout, Iékaterinbourg-Koltsovo   |
| China Southern Airlines               | Ürümqi-Diwopu |
| S7 Airlines                           | Novossibirsk-Tolmatchevo |
| S7 Airlines opéré par Globus Airlines | Moscou-Domodédovo |
| Sky Bishkek                           | Bichkek Manas |
| Ural Airlines                         | Tcheliabinsk-Balandino, Moscou-Domodédovo, Moscou-Joukovski, Nijni Novgorod-Strigino, Samara-Kouroumotch, Saint-Pétersbourg-Poulkovo, Tioumen-Roshchino, Iékaterinbourg-Koltsovo |

Édité le 03/11/2017

## Statistiques
Pour des raisons techniques, il est temporairement impossible d'afficher le graphique qui aurait dû être présenté ici.

Voir la requête brute et les sources sur Wikidata.